# Wendy Acosta
Wendy Patricia Acosta Salas (San Sebastián, San José, Costa Rica, 19 de diciembre de 1989) es una exfutbolista costarricense que jugó como centrocampista. 

## Carrera
El 28 de abril de 2010, debutó internacionalmente contra Honduras. El 7 de octubre de 2011, marcó su primer gol internacional contra El Salvador. En los siguientes partidos contra Honduras y Guatemala, volvió a marcar un gol en cada partido. El 22 de enero de 2012, anotó un doblete contra Haití. El 7 de marzo, completó un hat-trick contra Belice, durante un partido en el que Costa Rica ganó 14-0. También participó y anotó en partidos consecutivos ante El Salvador y Panamá.
El 16 de marzo de 2013, Acosta anotó dos goles en un partido contra Nicaragua, el cual Costa Rica ganó 4-0. Volvió a anotar en la victoria de Costa Rica 6-1 contra Martinica, antes de ser sustituida por Carol Sánchez en el minuto sesenta y dos. Con esa victoria, Costa Rica estaba "a un partido de" la Copa Mundial Femenina de la FIFA 2015. El 5 de marzo de 2015, anotó contra Bosnia y Herzegovina, lo que ayudó a Costa Rica a ganar un partido en la Copa de Istria.
En 2015, fue invitada a una prueba por el club sueco AIK Fotboll Dam.

## Clubes
| Club                     | País       | Año       |
| ------------------------ | ---------- | --------- |
| Dimas Escazú             | Costa Rica | 2010-2012 |
| A.D Moravia              | Costa Rica | 2013-2015 |
| U.D Deportiva Granadilla | España     | 2015-2016 |
| A.D Moravia              | Costa Rica | 2016-2019 |
| C.S Herediano            | Costa Rica | 2019-2021 |

## Palmarés

### Títulos nacionales
| Título                         | Equipo         | País       | Año  |
| ------------------------------ | -------------- | ---------- | ---- |
| Primera División de Costa Rica | A. D. Moravia  | Costa Rica | 2014 |
| Primera División de Costa Rica | A. D. Moravia  | Costa Rica | 2016 |
| Primera División de Costa Rica | A. D. Moravia  | Costa Rica | 2017 |
| Primera División de Costa Rica | C.S. Herediano | Costa Rica | 2020 |

### Títulos internacionales
| Título                       | Equipo                  | Sede       | Año  |
| ---------------------------- | ----------------------- | ---------- | ---- |
| Juegos Centroamericanos      | Selección de Costa Rica | Costa Rica | 2013 |
| Copa Interclubes de la Uncaf | A. D. Moravia           | Costa Rica | 2016 |
| Copa Interclubes de la Uncaf | A. D. Moravia           | Nicaragua  | 2017 |
| Juegos Centroamericanos      | Selección de Costa Rica | Nicaragua  | 2017 |